# Sameer Khakhar
Sameer Khakhar (India; 9 de agosto de 1952-Bombay; 15 de marzo de 2023) fue un actor de cine y televisión indio, de relevante participación en producciones de Bollywood.

## Trayectoria
En 1986 interpretó a un alcohólico crónico de nombre "Khopdi" en la serie de televisión Nukkad, dirigida por Kundan Shah y Saeed Akhtar Mirza, y emitida por el canal de televisión DD Nacional entre los años 1986 y 1987.
Sameer Khakhar debutó en el cine en el año 1987 con la película Jawab Hum Denge, dirigida por Vijay Reddy.
Se destaca además su trabajo en televisión para la sitcom Shrimaan Shrimati, transmitida a través de la empresa estatal Doordarshan entre los años 1994 y 1997, como así también su actuación en filmes tales como Parinda(1989) y Jai Ho (2014).
Su última aparición tuvo lugar en la serie de suspenso Farzi (2023), dirigida por los cineastas Raj Nidimoru y Krishna DK.

## Filmografía

### Películas
- 1985 Chhun Chhun Karti Aayee Chidiya
- 1987 Jawab Hum Denge
- 1987 Pushpaka Vimana
- 1988 Mere Baad
- 1988 Mera Shikar
- 1988 Shahenshah
- 1989 Guru
- 1989 Nafrat Ki Aandhi
- 1989 Parinda
- 1989 Rakhwaala
- 1989 Shehzaade
- 1989 Vardi
- 1989 Jurrat
- 1990 Awwal Number
- 1991 Baarish
- 1992 Pyar Deewana Hota Hain
- 1993 Dhartiputra
- 1993 Hum Hain Kamaal Ke
- 1993 Kirdaar
- 1993 Tahqiqaat
- 1994 Dilbar
- 1994 Dilwale
- 1994 Eena Meena Deeka
- 1994 Insaaf Apne Lahoo Se
- 1994 Prem Shakti
- 1994 Raja Babu
- 1995 Aatank Hi Aatank
- 1995 Police Lockup
- 1995 Takkar
- 1995 Teen Chor
- 1996 Return of Jewel Thief
- 1997 Agni Morcha
- 1998 Chal Aati Hai Kya Khandala
- 1998 Khote Sikkey
- 2014 Hasee Toh Phasee
- 2014 Jai Hon
- 2017 Patel Ki Punjabi Shaadi
- 2017 Wassup! Zindagi
- 2018 Pataakha

### Series de tv
- 1986/87 Nukkad
- 1987 Manoranjan
- 1989 Circus
- 1993 Naya Nukkad
- 1994 Shrimaan Shrimati
- 2013 Adaalat
- 2019/20 Sanjivani

### Series web
- 2021 Sunflower
- 2023 Farzi

### Cortometrajes
- 2018 PuranaPyaar

## Fallecimiento
Sameer Khakhar falleció el 15 de marzo de 2023, tras padecer insuficiencia respiratoria y síndrome de disfunción multiorgánica. Su deceso se produjo en el MM Hospital de Borivali, Bombay, a los 70 años.